# Męskie Granie
Męskie Granie – polski festiwal muzyczny, organizowany od 2010 przez agencję eventową Live. Jego pomysłodawcą i sponsorem jest producent piwa Żywiec. Partnerem medialnym festiwalu w latach 2010–2019 był Program III Polskiego Radia, a od 2021 jest Radio 357.
Festiwal jest organizowany w formie corocznej letniej trasy koncertowej z udziałem polskich wykonawców muzyki rozrywkowej (wyjątkiem był rok 2020, gdy festiwal trwał tylko jeden dzień). Podsumowaniem każdej edycji jest album koncertowy zawierający wybrane nagrania z koncertów. Tradycją Męskiego Grania jest coroczny premierowy utwór, nagrywany przez jednorazowo stworzoną supergrupę i wydawany jako hymn dorocznej edycji festiwalu. Począwszy od 2014 supergrupa nosi nazwę Męskie Granie Orkiestra i gra podczas festiwalu specjalnie przygotowany koncert, złożony z coverów polskich utworów i swojego hymnu.

## Lista edycji
| Nr | Rok  | Daty                     | Hymn                          | Wykonawcy hymnu                                                   | Miejscowości                                                          |
| -- | ---- | ------------------------ | ----------------------------- | ----------------------------------------------------------------- | --------------------------------------------------------------------- |
| 1  | 2010 | 17 lipca – 24 września   | „Wszyscy muzycy to wojownicy” | Wojciech Waglewski, Maciej Maleńczuk i AbradAb                    | Gdańsk, Katowice, Poznań, Kraków, Wrocław, Warszawa                   |
| 2  | 2011 | 16 lipca – 27 sierpnia   | „Kobiety nam wybaczą”         | Wojciech Waglewski, Lech Janerka, Spięty, Fisz i Leszek Możdżer   | Żywiec, Warszawa, Kraków, Lublin, Gdańsk, Wrocław, Poznań             |
| 3  | 2012 | 14 lipca – 1 września    | „Ognia!”                      | Nosowska i Marek Dyjak                                            | Warszawa, Kraków, Gdańsk, Poznań, Wrocław, Żywiec                     |
| 4  | 2013 | 13 lipca – 31 sierpnia   | „Jutro jest dziś”             | Nosowska i O.S.T.R.                                               | Kraków, Chorzów, Wrocław, Gdańsk, Poznań, Warszawa, Żywiec            |
| 5  | 2014 | 28 czerwca – 29 sierpnia | „Elektryczny”                 | Brodka, Olaf Deriglasoff, Emade, Dawid Podsiadło i Andrzej Smolik | Sopot, Kraków, Poznań, Chorzów, Warszawa, Wrocław, Żywiec             |
| 6  | 2015 | 27 czerwca – 29 sierpnia | „Armaty”                      | Fisz, Mela Koteluk i Andrzej Smolik                               | Kraków, Wrocław, Chorzów, Poznań, Warszawa, Żywiec                    |
| 7  | 2016 | 9 lipca – 27 sierpnia    | „Wataha”                      | Tomasz Organek, O.S.T.R. i Dawid Podsiadło                        | Poznań, Katowice, Wrocław, Kraków, Warszawa, Żywiec                   |
| 8  | 2017 | 8 lipca – 26 sierpnia    | „Nieboskłon”                  | Brodka, Tomasz Organek i Piotr Rogucki                            | Poznań, Wrocław, Katowice, Gdynia, Kraków, Warszawa, Żywiec           |
| 9  | 2018 | 14 lipca – 25 sierpnia   | „Początek”                    | Kortez, Dawid Podsiadło i Krzysztof Zalewski                      | Poznań, Katowice, Wrocław, Kraków, Gdynia, Warszawa, Żywiec           |
| 10 | 2019 | 13 lipca – 24 sierpnia   | „Sobie i Wam”                 | Nosowska, Igo, Tomasz Organek i Krzysztof Zalewski                | Poznań, Kraków, Gdynia, Wrocław, Katowice, Warszawa, Żywiec           |
| 11 | 2020 | 8 sierpnia               | „Świt”                        | Daria Zawiałow, Król i Igo                                        | Międzybrodzie Żywieckie                                               |
| 12 | 2021 | 6 sierpnia – 28 sierpnia | „I Ciebie też, bardzo”        | Daria Zawiałow, Dawid Podsiadło i Vito Bambino                    | Kraków, Warszawa, Poznań, Żywiec                                      |
| 13 | 2022 | 24 czerwca – 27 sierpnia | „Jest tylko teraz”            | Bedoes, Krzysztof Zalewski i Kwiat Jabłoni                        | Poznań, Katowice, Warszawa, Wrocław, Kraków, Szczecin, Gdańsk, Żywiec |
| 14 | 2023 | 16 czerwca – 26 sierpnia | „Supermoce”                   | Igo, Mrozu i Vito Bambino                                         | Szczecin, Poznań, Warszawa, Gdańsk, Kraków, Wrocław, Żywiec           |
| 15 | 2024 | 28 czerwca – 24 sierpnia | „Wolne duchy”                 | Daria Zawiałow, Mrozu i Kacperczyk                                | Żywiec, Szczecin, Gdańsk, Poznań, Wrocław, Kraków, Warszawa           |
| 16 | 2025 | 27 czerwca – 23 sierpnia | „To bardzo ziemskie”          | Igor Herbut, Ralph Kaminski, Błażej Król i Natalia Przybysz       | Żywiec, Poznań, Gdańsk, Szczecin, Wrocław, Kraków, Warszawa           |

## Męskie Granie 2010
W ramach trasy odbyło się sześć koncertów – w Gdańsku (17.07.2010), Katowicach (24.07.2010), Poznaniu (31.07.2010), Krakowie (07.08.2010), Wrocławiu (14.08.2010) i Warszawie (21.08.2010). Organizatorzy zdecydowali się także na zorganizowanie specjalnego koncertu, dla mieszkańców miasta Żywiec. Wydarzenie odbyło się 24 września 2010 roku i zgromadziło ponad 10 000 widzów. Na wszystkie koncerty przyszło w sumie ponad 23 tysiące osób.
Podczas pierwszej trasy koncertowej wystąpili: AbradAb, Andrzej Smolik, Bajzel, DJ Eprom, Homosapiens, Kim Nowak, Leszek Możdżer, Maciej Maleńczuk, Michał Jacaszek, Mitch & Mitch, Nergal, Oxy.gen, Pogodno, Tin Pan Alley, Tomasz Stańko, Voo Voo oraz Wojciech Waglewski. W każdym z miast podczas występów można było obejrzeć zdjęcia Tomasza Sikory, animacje Mariusza Wilczyńskiego oraz scenografię Jarosława Koziary.
Trasę promował singiel „Wszyscy muzycy to wojownicy” w wykonaniu Wojciecha Waglewskiego, Macieja Maleńczuka oraz AbradAba. Tekst i muzykę do utworu napisał Wojciech Waglewski. Singiel utrzymywał się przez dziesięć tygodni w pierwszej piątce notowań Listy Przebojów Programu Trzeciego Polskiego Radia, dwa razy z rzędu zajmując miejsce drugie.
22 listopada 2010 roku na rynku ukazał się dwupłytowy album Męskie Granie z utworami muzyków uczestniczących w trasie koncertowej. Uzyskał on status platynowej płyty i zdobył Fryderyka 2011 w kategorii Album Roku: Muzyka Alternatywna. 1 stycznia 2011 w siedzibie Polskiego Radia w Studio im. Agnieszki Osieckiej odbył się specjalny noworoczny koncert z cyklu Męskie Granie, podczas którego artyści odebrali platynową płytę.

## Męskie Granie 2011
W 2011 roku Męskie Granie odwiedziło siedem miast: Żywiec (16.07.2011), Warszawę (23.07.2011), Kraków (30.07.2011), Lublin (06.08.2011), Gdańsk (13.08.2011), Wrocław (20.08.2011) oraz Poznań (27.08.2011). W koncertach wzięło udział w sumie około 20 tysięcy osób. Scenografię zaprojektował Jarosław Koziara. Podczas trasy widzowie mieli również możliwość uczestniczenia w akcjach artystycznych realizowanych w strefie sztuki pod kierunkiem Mariusza Wilczyńskiego. Szczególnym zainteresowaniem cieszyła się instalacja „Iluzjonista” zaprojektowana przez Andrzeja Jakobczyka oraz Sebastiana Korczaka.
Trasę koncertową promował singiel „Kobiety nam wybaczą” nagrany przez Wojciecha Waglewskiego, Lecha Janerkę, Spiętego, Fisza oraz Leszka Możdżera. Autorem muzyki jest Wojciech Waglewski. Tekst utworu napisali wspólnie Wojciech Waglewski, Lech Janerka, Spięty i Fisz.
24 października 2011 roku ukazał się trzypłytowy album „Męskie Granie 2011”. Płyta zawiera także DVD „Making of Męskie Granie 2011” – 20-minutowy dokument ukazujący kulisy powstawania projektu. Wydawnictwo uzyskało status platynowej płyty.

### Koncerty
Żywiec (16.07.2011)
DJ Eprom i Emade,
L.U.C.,
Spięty,
Fisz Emade Tworzywo oraz Adam Pierończyk i DJ Eprom,
Raz Dwa Trzy,
Lech Janerka i Krzysztof Popek,
Wojciech Waglewski i Mariusz Wilczyński,
Voo Voo
Warszawa (23.07.2011)
DJ Eprom i Emade,
Cool Kids Of Death,
Jan Staszewski (Janusz),
Lao Che,
Leszek Możdżer,
Fisz Emade Tworzywo oraz Adam Pierończyk i DJ Eprom,
Lech Janerka i Krzysztof Popek,
Wojciech Waglewski i Mariusz Wilczyński,
Voo Voo
Po raz pierwszy przeprowadzono transmisję online z koncertu. Wydarzenie obejrzało w internecie około 120 tysięcy osób. W trakcie godzinnego video czatu fani mieli także możliwość zadawania pytań Leszkowi Możdżerowi, Wojciechowi Waglewskiemu i Spiętemu.
Kraków (30.07.2011)
DJ Eprom i Emade,
Kombajn do Zbierania Kur po Wioskach,
Kroke i Marek Bałata,
Spięty,
Leszek Możdżer,
Fisz Emade Tworzywo oraz Adam Pierończyk i DJ Eprom,
Lech Janerka i Krzysztof Popek,
Voo Voo,
T.Love
Lublin (06.08.2011)
DJ Eprom i Emade,
Muchy,
Deriglasoff,
Pink Freud,
AbradAb i Gutek,
Spięty,
Lech Janerka i Krzysztof Popek,
Fisz Emade Tworzywo oraz Adam Pierończyk i DJ Eprom,
Voo Voo,
T.Love
Gdańsk (13.08.2011)
DJ Eprom i Emade,
Muzyka Końca Lata,
Kumka Olik,
Pink Freud,
Lao Che,
Lech Janerka i Krzysztof Popek,
Fisz Emade Tworzywo oraz Adam Pierończyk i DJ Eprom,
Voo Voo,
T.Love
Wrocław (20.08.2011)
DJ Eprom i Emade,
Jazzpospolita,
Bajzel,
Pink Freud,
Lao Che,
Fisz Emade Tworzywo oraz Adam Pierończyk i DJ Eprom,
Myslovitz,
Lech Janerka i Krzysztof Popek,
Wojciech Waglewski i Mariusz Wilczyński,
Voo Voo
Poznań (27.08.2011)
DJ Eprom i Emade,
Snowman,
Transistors,
Muniek z gościnnym udziałem aktora – Jana Nowickiego,
Lao Che,
Leszek Możdżer,
Fisz Emade Tworzywo oraz Adam Pierończyk i DJ Eprom,
Lech Janerka i Krzysztof Popek,
Wojciech Waglewski i Mariusz Wilczyński,
Voo Voo i Titus

## Męskie Granie 2012
W 2012 roku dyrektor artystyczną projektu została Katarzyna Nosowska.
Odbyło się sześć koncertów: w Warszawie (14.07.2012), Krakowie (21.07.2012), Gdańsku (28.07.2012), Poznaniu (04.08.2012), Wrocławiu (11.08.2012) i Żywcu (01.09.2012). Scenografię stworzyła Małgorzata Szabłowska, za oprawę wizualną odpowiadał Paweł „Spider” Pająk. W koncertach wzięło udział ponad 22 tysiące widzów.
Trasę koncertową promował singiel „Ognia!” nagrany wspólnie przez Katarzynę Nosowską i Marka Dyjaka. Autorką tekstu jest dyrektor artystyczna projektu, muzykę skomponował Marcin Macuk. Do utworu nagrano teledysk, którego autorami są: Marta Kacprzak – reżyser, Remigiusz Wojaczek – operator obrazu oraz Paweł Piskorski – montażysta.

### Koncerty
Warszawa (14.07.2012)
Crab Invasion,
June,
BaBu Król,
Kamp!,
Muzykoterapia,
Marek Dyjak,
Pablopavo i Ludziki wraz z sesją dętą i Mariką,
Tomasz Stańko i Leszek Możdżer,
Katarzyna Nosowska z gościnnym występem Wojciecha Waglewskiego oraz Izy Kowalewskiej, Leszka Możdżera i Tomasza Stańki („Polska”),
Grabek
Kraków (21.07.2012)
Afro Kolektyw,
Mitch & Mitch,
Kari Amirian,
Łąki Łan,
Julia Marcell,
Marek Dyjak,
O.S.T.R. Tabasko oraz Noise Trio,
KNŻ,
Czesław Śpiewa z gościnnym udziałem Katarzyny Nosowskiej („Caesia & Ruben”"),
Katarzyna Nosowska z gościnnym udziałem Kazika Staszewskiego ("Zoil"),
Grabek
Gdańsk (28.07.2012)
Gypsy Pill,
Hanimal,
Łona i Webber & The Pimps,
UL/KR,
Łąki Łan,
Muzykoterapia,
Raz Dwa Trzy i Spitfire,
Dezerter z gościnnym udziałem Katarzyny Nosowskiej („Niewolnik dla zysku" i "XXI wiek"),
Kury,
Hey z gościnnymi udziałami Izy Kowalewskiej oraz Tymona Tymańskiego,
Grabek
Poznań (04.08.2012)
Sorry Boys,
Julia Marcell,
O.S.T.R. Tabasko,
Aleksandra Kurzak w towarzystwie Orkiestry Feel Harmony,
Kamp!,
Mitch & Mitch,
KNŻ,
Acid Drinkers z gościnnym udziałem Katarzyny Nosowskiej („Candy”),
Katarzyna Nosowska z gościnnym udziałem Juli Marcell („Ulala”) i Kazika Staszewskiego („Zoil”),
Grabek
Przeprowadzoną z koncertu w Poznaniu transmisję online obejrzało 150 tys. widzów.
Wrocław (11.08.2012)
Drekoty,
Paula & Karol,
Tides From Nebula,
Pogodno,
UL/KR z gościnnym udziałem Katarzyny Nosowskiej („Brodzę”),
Natu Kozmic Blues,
Raz Dwa Trzy i Spitfire,
O.S.T.R. Tabasko,
Hey gościnnym udziałem Lecha Janerki („Klus Mitroh”),
Grabek
Żywiec (01.09.2012)
Bueno Bros,
Jazzpospolita,
Acid Drinkers z gościnnym udziałem Katarzyny Nosowskiej („Candy”),
O.S.T.R. Tabasko,
Marek Dyjak,
BRODKA,
Czesław Śpiewa,
Hey z gościnnymi udziałami BRODKI („Umieraj stąd”), O.S.T.R. („Piersi ćwierć”) oraz zespołu Czesław Śpiewa („Sic!”)

## Męskie Granie 2013
W 2013 roku dyrektorami artystycznymi Męskiego Grania zostali Kasia Nosowska i raper O.S.T.R.. Nagrali wspólnie singiel „Jutro jest dziś”, który promował trasę koncertową.
W Strefie Art, widzowie mogą podziwiać prace Martyny Czerwińskiej, Marka Mielnickiego, Pawła "Spidera" Pająka i Magdaleny Wosińskiej. W koncertach wzięło udział prawie 30 tysięcy widzów.
9 września 2013 roku ukazał się dwupłytowy album „Męskie Granie 2013”. Płyta zawiera zapis dwóch pierwszych koncertów z Krakowa i Chorzowa. Wydawnictwo uzyskało status platynowej płyty.

### Koncerty
Kraków (13.07.2013)
O.S.T.R. + Michał Urbaniak, Natu Kozmic Blues + Kasia Nosowska, 2Cresky Feat. Lach, Hey, Kapela ze Wsi Warszawa, Kim Nowak, Lao Che, Maja Olenderek Ensemble, Marek Dyjak, Pink Freud, Small Synth Orchestra
Chorzów (20.07.2013)
Leszek Możdżer + O.S.T.R., Stanisław Soyka + Nosowska, 2Cresky Feat. Lach, Ballady i Romanse, Fisz Emade Tworzywo, Hey, Grażyna Łobaszewska, Maria Peszek, très.b, Krzysztof Zalewski, Small Synth Orchestra
Wrocław (27.07.2013)
BRODKA + Nosowska, O.S.T.R. + Michał Urbaniak, 2Cresky Feat. Lach, Ballady i Romanse, Hey, HIFI BANDA, Maria Peszek, Patti Yang Group, Pink Freud, Soniamiki, Small Synth Orchestra
Gdańsk (03.08.2013)
BRODKA + Nosowska, O.S.T.R. + Michał Urbaniak, 2Cresky Feat. Lach, Domowe Melodie, Hey, Łagodna Pianka, Mela Koteluk, Muchy, Őszibarack, Patti Yang Group, très.b, Small Synth Orchestra
Poznań (10.08.2013)
BRODKA + Nosowska, O.S.T.R. + Michał Urbaniak, Hey, Warsaw Village Band, Kim Nowak, Lao Che, Pink Freud, Skalpel, UL/KR, Small Synth Orchestra
Warszawa (17.08.2013)
Leszek Możdżer + O.S.T.R., Stanisław Soyka + Nosowska, Hey, L.Stadt, Maria Peszek, Marek Dyjak, Patti Yang Group, Skalpel, Stanisława Celińska, Bartek Wąsik, Royal String Quartet, très.b, Michał Urbaniak, Small Synth Orchestra
Żywiec (31.08.2013)
Zorak + O.S.T.R., O.S.T.R. + Michał Urbaniak, Czesław Śpiewa,Nosowska, Hey, Kaliber 44, Mela Koteluk, The Sunlit Earth, Modulators, Myslovitz, Small Synth Orchestra.
Przeprowadzoną z koncertu w Żywcu transmisję online obejrzało 230 tys. widzów.

## Męskie Granie 2014
W 2014 roku zrezygnowano z funkcji dyrektora artystycznego trasy na rzecz powoływanej tylko na to wydarzenie Męskie Granie Orkiestry. Szefem muzycznym Męskie Granie Orkiestra został Andrzej Smolik. W skład Męskie Granie Orkiestra weszli: SMOLIK, BRODKA, Dawid Podsiadło, Olaf Deriglasoff, Piotrek EMADE Waglewski, Michał Sobolewski, Krzysztof ZALEF Zalewski, Michał FOX Król, Miłosz Pękała oraz Łukasz Korybalski. Nagrali wspólnie singiel "Elektryczny" promujący trasę koncertową. Słowa od utworu napisała Katarzyna Nosowska, muzykę Andrzej Smolik, wokal: BRODKA i Dawid Podsiadło. W koncertach trasy wzięło udział w sumie około 30 tysięcy osób. Reżyserem koncertów w ramach trasy był Kobas Laksa – scenograf, fotograf oraz autor filmów, scenografię przygotował polski designer – Robert Majkut, a oprawę świetlną̨ Jan Holoubek.
22 września 2014 roku ukazał się dwupłytowy album „Męskie Granie 2014”. Płyta zawiera obszerny zapis trzech koncertów z Krakowa, Poznania i Warszawy. Wydawnictwo uzyskało status platynowej płyty.

### Koncerty
Sopot (28.06.2014) koncert Nowe Męskie Granie
Patrick The Pan, Ryba And The Witches, MIKROBI.T, The Freuders, The Shipyard, Cinemon, ØRGANEK, Drekoty, Karate Free Stylers, AKX, Kim Nowak
Kraków (12.07.2014)
Artur Rojek, Behemoth, BRODKA, Jamal, SKUBAS, Trzaska Budzyński Jacaszek z projektem Rimbaud, ØRGANEK, Męskie Granie Orkiestra z gościnnym udziałem SKUBASA oraz Tomasza Budzyńskiego.
Poznań (19.07.2014)
Artur Rojek, BRODKA, Dawid Podsiadło, Jamal, Luxtorpeda, Öszibarack, Tomasz Stańko, Marcin Masecki i Macio Moretti oraz AKX, Męskie Granie Orkiestra ze wsparciem SKUBASA, Roberta Litza Friedrich oraz Natalii Grosiak
Chorzów (26.07.2014)
The Freuders, Pustki, Jazzombi!e, Dezerter, z udziałem Lecha Janerki, Pablopavo, z którym w gościnnie wystąpił SKUBAS, Makowiecki, Skrzek i Komendarek, Waglewski Fisz Emade oraz Męskie Granie Orkiestra z gościnnym udziałem Wojciecha Waglewskiego, SKUBASA oraz Natalii Grosiak
Warszawa (02.08.2014)
Patrick The Pan, Molesta Ewenement z gościnnym udziałem Marka Dyjaka, Grubson, któremu towarzyszył Tymon Tymański, Illusion z udziałem L.U.C., Katarzyna Nosowska z udziałem SKUBASA, SMOLIK z którym gościnnie wystąpili Natalia Grosiak, Kev Fox i Jahiar Azim Irani, Męskie Granie Orkiestra z udziałem: Natalii Grosiak, Marka Dyjaka, Nosowskiej, SKUBASA oraz Lipy.
Wrocław (23.08.2014)
Pink Freud, BOKKA, BRODKA, SMOLIK w towarzystwie Patrick The Pan, Keva Foxa i Jahiara Azim Irani, Dawid Podsiadło, Illusion z gościnnym udziałem L.U.C’a, Ryba And The Witches, Męskie Granie Orkiestra z udziałem Tomasza Lipy Lipnickiego oraz SKUBASA.
Żywiec (29.08.2014)
Góralska Kapela Żywczanie, The Shipyard, Łąki Łan, Krzysztof ZALEF Zalewski, Vavamuffin z Vieniem, SKUBAS w duecie z Tomkiem Lipą Lipnickim, Illusion z L.U.C., BRODKA, Dawid Podsiadło, Męskie Granie Orkiestra
Przeprowadzoną z koncertu w Żywcu transmisję online obejrzało ponad 250 tys. widzów.

## Męskie Granie 2015
W 2015 roku Szefem muzycznym Męskie Granie Orkiestra ponownie został Andrzej Smolik. W skład Męskie Granie Orkiestra weszli: Andrzej Smolik, Fisz, Mela Koteluk, ØRGANEK, Michał FOX Król, Krzysztof ZALEF Zalewski, Kuba Galiński, Jacek Namysłowski, Łukasz Korybalski oraz Tomasz Duda. Nagrali wspólnie singiel "Armaty" promujący trasę koncertową. Słowa i wokal Fisz i Mela Koteluk, muzyka Andrzej Smolik. W koncertach trasy wzięło udział w sumie około 33 tysiące widzów.
30 października 2015 roku ukazał się dwupłytowy album „Męskie Granie 2015”. Płyta zawiera obszerny zapis czterech koncertów z Wrocławia, Chorzowa, Poznania i Warszawy. Wydawnictwo uzyskało status platynowej płyty.

### Koncerty
Kraków (27.06.2015)
Rebeka, Molesta Ewenement (gość zespołu Mister D.), Natalia Przybysz, Skubas z gościnnym występem Piotra Bukartyka, Hey, Kult, Męskie Granie Orkiestra.
Wrocław (11.07.2015)
Ten Typ Mes, L.U.C. z udziałem Krystyny Prońko i Haliny Frąckowak, Maria Peszek, Lech Janerka, Fisz Emade Tworzywo, Artur Rojek, Męskie Granie Orkiestra.
Chorzów (25.07.2015)
Górnicza Orkiestra z KWK Knurów, THE DUMPLINGS, SMOLIK i KEV FOX, O.S.T.R., HEY z gościnnym udziałem Natalii Przybysz, Artur Rojek, Męskie Granie Orkiestra.
Poznań (01.08.2015)
Molesta Ewenement z gościnnym udziałem Warszawskie Combo Taneczne, Curly Heads, Mela Koteluk, Maria Peszek z udziałem Zamilskiej, Artur Rojek, Zbigniew Wodecki wraz z Mitch&Mitch, Męskie Granie Orkiestra.
Warszawa (15.08.2015)
Warszawskie Combo Taneczne Curly Heads. Gościnnie na scenie razem z Dawidem Podsiadło wystąpiła Katarzyna Nosowska. KEV FOX i SMOLIK z gościnnym udziałem Natalii Grosiak, Fisz Emade Tworzywo, Katarzyna Nosowska, Maria Peszek z udziałem Zamilskiej, Męskie Granie Orkiestra.
Żywiec (29.08.2015)
SMOLIK i KEV FOX, Mela Koteluk, Organek, Jamal, Lao Che, Fisz Emade Tworzywo, Brodka, Męskie Granie Orkiestra.
Przeprowadzoną z koncertu w Żywcu transmisję online obejrzało ponad 290 tys. widzów.

## Męskie Granie 2016
W 2016 roku Szefem muzycznym Męskie Granie Orkiestra został Tomasz Organek. W tym roku frontmenami Orkiestry zostali artyści o zupełnie odmiennej muzycznej wrażliwości: O.S.T.R, Dawid Podsiadło i ØRGANEK, na scenie towarzyszył im ośmioosobowy zespół: Agim Dżeljilji (elektronika, syntezatory), Adam Staszewski (gitara basowa), Robert Markiewicz (perkusja/perkusja elektroniczna), Olek Świerkot (gitara elektryczna), Hubert Gasiul (perkusja), DJ Haem (gramofony), Steve Nash (instrumenty klawiszowe), Sławomir "Kosa" Kosiński (gitara elektryczna). Nagrali wspólnie singiel "Wataha" promujący trasę koncertową. Słowa i wokal O.S.T.R., Dawid Podsiadło, Tomasz Organek, muzyka Tomasz Organek, Dawid Podsiadło. Oprócz artystów z głównego line-upu, ich gości oraz koncertów specjalnych, na trasie po raz pierwszy pojawiła się dodatkowa Scena Ż, gdzie prezentowali się młodzi i utalentowani wykonawcy.
W koncertach trasy wzięło udział w sumie około 34 tysiące widzów.

### Koncerty
Opracowano na podstawie materiału źródłowego
| Data       | Miasto   | Miejsce koncertu      | Główna scena | Scena Ż                                                    |
| ---------- | -------- | --------------------- | --- | ---------------------------------------------------------- |
| 09.07.2016 | Poznań   | Park Cytadela         | Daniel Bloom (gość. Gaba Kulka, Marsija, Tomek Makowiecki), Dawid Podsiadło, Brodka, Maria Peszek, Raz Dwa Trzy (gość. Dawid Podsiadło, Leszek Możdżer, Mariusz Lubomski, Brodka, Ørganek), Miuosh (gość. Fandango Orkiestra), Męskie Granie Orkiestra (gość. Andrzej Grabowski) | The Stubs, Dick 4 Dick, Rebeka                             |
| 16.07.2016 | Katowice | Strefa Kultury        | Domowe Melodie, Czesław Śpiewa (gość. Artur Andrus), Lao Che, Ørganek, Hey, Tribute to Hey – Rysy (gość. Miuosh, Hey, Kev Fox, Agyness B. Marry, Rebeka, Xxanaxx), Miuosh (gość. Felicjan Andrzejczak), Męskie Granie Orkiestra (gość. Ania Rusowicz)                            | Rasmentalism, Rebeka, Zamilska                             |
| 06.08.2016 | Wrocław  | Pergola               | Taco Hemingway, Maria Peszek, Dawid Podsiadło, Łąki Łan, Lao Che, Wojtek Mazolewski Quintet (gość. Ania Dąbrowska, Misia Furtak), Męskie Granie Orkiestra (gość. Ania Rusowicz)                                                                                                  | The Stubs, Iza Lach, Natalia Nykiel                        |
| 13.08.2016 | Kraków   | Stadion Korony        | Domowe Melodie, O.S.T.R., Brodka, L.U.C. Feat. Rebel Babel Ensemble, Ørganek, SBB (gość. Rebeka, Włodi, HV/NOON, DJ Krime, DJ Eprom, Męskie Granie Orkiestra | Miloopa, Iza Lach, Rebeka                                  |
| 20.08.2016 | Warszawa | Fort Bema             | Sokół i Marysia Starosta (gość. Rasmentalism), Dawid Podsiadło, Acid Drinkers, Brodka, Projekt Albo Inaczej (gość. Andrzej Dąbrowski, Felicjan Andrzejczak, Krystyna Prońko – Ten Typ Mes, Emil Blef, Eldo, Pezet), Ørganek, Męskie Granie Orkiestra                             | Fair Weather Friends, Miloopa, Natalia Nykiel              |
| 27.08.2016 | Żywiec   | Amfiteatr pod Grojcem | Xxanaxx (gość. Ten Typ Mes), Acid Drinkers, Hey, Alibabki i Reggae Goście, O.S.T.R., Dawid Podsiadło, Wojtek Mazolewski Quintet (gość. Zespół Pieśni i Tańca „Śląsk”), Męskie Granie Orkiestra                                                                                   | Dominika Barabas, How Dare You Alexis, The Stubs, Iza Lach |

## Męskie Granie 2017
W 2017 roku Szefem muzycznym Męskie Granie Orkiestra został Tomasz Organek. W tym roku frontmenami Orkiestry zostali artyści o zupełnie odmiennej muzycznej wrażliwości: Monika Brodka, Organek i Piotr Rogucki.
Nagrali wspólnie singiel "Nieboskłon" promujący trasę koncertową. Słowa: Kasia Nosowska i Tomasz Organek; muzyka: Tomasz Organek; wokal: Monika Brodka, Organek i Piotr Rogucki. Oprócz artystów z głównego line-upu, ich gości oraz koncertów specjalnych, na trasie po raz drugi pojawiła się dodatkowa Scena Ż, gdzie prezentowali się młodzi i utalentowani wykonawcy.

### Koncerty
Opracowano na podstawie materiału źródłowego
| Data       | Miasto   | Miejsce koncertu       | Główna scena | Scena Ż                                        |
| ---------- | -------- | ---------------------- | --- | ---------------------------------------------- |
| 08.07.2017 | Poznań   | Park Cytadela          | Me And That Man, Ørganek, Pro8l3m, Xxanaxx, projekt Obywatel G.C. 2.0, Hey, Męskie Granie Orkiestra                 | Daria Zawiałow, Piotr Zioła, Bisz/Radex, Duit  |
| 15.07.2017 | Wrocław  | Pergola                | Kamp!, Miuosh, Kortez, Coma, Ørganek, Hey, Męskie Granie Orkiestra                                                  | BeMy, A_Gim, Daria Zawiałow, Sorry Boys        |
| 22.07.2017 | Katowice | Strefa Kultury         | Kortez, Xxanaxx, Łąki Łan, Tribute to Voo Voo, Voo Voo, Krzysztof Zalewski, Brodka, Męskie Granie Orkiestra         | Karoosela, Kroki, Bisz & B.O.K., Sorry Boys    |
| 29.07.2017 | Gdynia   | Park Kolibki           | Łona i Webber & The Pimps, Albo Inaczej 2, Smolik/Kev Fox, Lao Che, Brodka, Artur Rojek, Męskie Granie Orkiestra    | Jaaa!, Małpa, Bownik, Piotr Zioła              |
| 12.08.2017 | Kraków   | Centrum Sportu Parkowa | Julia Pietrucha, Paulina Przybysz, Pink Freud, Brodka, Artur Rojek, Hey, Męskie Granie Orkiestra                    | Karoosela, Heart&Soul, Kobieta z wydm, Pro8l3m |
| 19.08.2017 | Warszawa | Fort Bema              | Julia Pietrucha, Coma, Wojtek Mazolewski "Chaos pełen idei", Miuosh, Ørganek, Maria Peszek, Męskie Granie Orkiestra | BeMy, A_Gim, Daria Zawiałow, Sorry Boys        |
| 26.08.2017 | Żywiec   | Amfiteatr pod Grojcem  | GrubSon, Kamp!, Hey, projekt Obywatel G.C. 2.0, Coma, Brodka, Fisz Emade Tworzywo, Ørganek, Męskie Granie Orkiestra | Heart&Soul, Bownik, Paweł Domagała, Sorry Boys |

## Męskie Granie 2018
W 2018 roku szefem muzycznym Męskie Granie Orkiestra został Krzysztof Zalewski.
W tym roku frontmenami Orkiestry zostali artyści o zupełnie odmiennej muzycznej wrażliwości: Kortez, Dawid Podsiadło i Krzysztof Zalewski.
Na scenie będzie towarzyszył im pięcioosobowy zespół: Marcin Macuk (elektronika, syntezatory), Patryk Stawiński (gitara basowa), Kuba Staruszkiewicz (perkusja), Olek Świerkot (gitara elektryczna) i Andrzej Markowski.
Nagrali wspólnie singiel "Początek" promujący trasę koncertową. Muzyka i słowa: Krzysztof Zalewski; wokal: Kortez, Dawid Podsiadło i Krzysztof Zalewski.
Oprócz artystów z głównego line-upu, ich gości oraz koncertów specjalnych, na trasie po raz trzeci pojawiła się dodatkowa Scena Ż, gdzie prezentowali się młodzi i utalentowani wykonawcy. 9 czerwca organizatorzy ogłosili pełny skład koncertowy.

### Koncerty
| Data       | Miasto   | Miejsce koncertu       | Główna scena | Scena Ż                                                        |
| ---------- | -------- | ---------------------- | --- | -------------------------------------------------------------- |
| 14.07.2018 | Poznań   | Park Cytadela          | Coma, Dawid Podsiadło, Fisz Emade Tworzywo, Kortez, Pogodno, Zalewski Śpiewa Niemena, Męskie Granie Orkiestra (gościnnie z Katarzyną Groniec i Maciejem Maleńczukiem) | Barbara Wrońska, Hubert Tas & The Small Circle, Limboski, Król |
| 21.07.2018 | Katowice | Strefa Kultury         | EABS, Fisz Emade Tworzywo, Kazik & Kwartet ProForma, Kortez, Lao Che, Natalia Przybysz, Tribute to Kazik, Męskie Granie Orkiestra                                     | Baasch, Ted Nemeth, Barbara Wrońska, The Freuders              |
| 28.07.2018 | Wrocław  | Pergola                | Dawid Podsiadło, Lao Che, Kult, L.Stadt, Natalia Przybysz, The Dumplings Orkiestra, Męskie Granie Orkiestra                                                           | Baranovski, Lęk, niXes, Sonbird                                |
| 04.08.2018 | Kraków   | Centrum Sportu Parkowa | Coma – Czemu Nas Tam Nie Ma, Kult, L.Stadt, Mela Koteluk, Organek, The Dumplings Orkiestra, Męskie Granie Orkiestra                                                   | Mery Spolsky, niXes, Rosalie., Ted Nemeth                      |
| 11.08.2018 | Gdynia   | Park Kolibki           | Kortez, Krzysztof Zalewski, Lech Janerka, Nosowska, Organek, Ralph Kaminski, Tribute to Lech Janerka, Męskie Granie Orkiestra                                         | Król, Lęk, New People, Sonar, Jarecki                          |
| 18.08.2018 | Warszawa | Fort Bema              | Daria Zawiałow, Dawid Podsiadło, Illusion, Jazz Band Młynarski Masecki, Nosowska, Pogodno, Męskie Granie Orkiestra                                                    | Bass Astral x Igo, niXes, Rosalie., Snowman                    |
| 25.08.2018 | Żywiec   | Amfiteatr pod Grojcem  | Daria Zawiałow, EABS, Illusion, Krzysztof Zalewski, Nosowska, ØNA, Pink Freud 20 lat, Męskie Granie Orkiestra                                                         | Bass Astral x Igo, niXes, Rosalie., Snowman                    |

## Męskie Granie 2019
W 2019 szefem muzycznym Męskie Granie Orkiestra została Katarzyna Nosowska. Oprócz niej w składzie orkiestry wystąpili Tomasz Organek, Igo oraz Krzysztof Zalewski. Hymnem trasy był singiel „Sobie i Wam” stworzony przez Nosowską i Marcina Macuka. W zespole towarzyszyli im: Marcin Macuk, Michał Król „Fox”, Piotr Pawlak, Michał Maliński „Malina” oraz Bartek Pająk.
Oprócz artystów z głównego line-upu, ich gości oraz koncertów specjalnych, na trasie po raz czwarty pojawiła się dodatkowa „Scena Ż”, gdzie prezentowali się  młodzi i utalentowani wykonawcy. 5 czerwca organizatorzy ogłosili pełny skład koncertowy.

## Męskie Granie 2020
W 2020 szefem muzycznym Męskie Granie Orkiestra zostali Daria Zawiałow, Król i Igo. Hymnem trasy był singiel „Świt” stworzony przez Darię Zawiałow, Króla, Igo i Olka Świerkota. Przy tworzeniu singla towarzyszyli im: Andrzej Smolik, Emade, Lesław Matecki oraz Rafał Smoleń.
Kierownikiem muzycznym zespołu Męskie Granie Orkiestra został Michał Kush, który był odpowiedzialny za aranżacje piosenek i gitarę basową, a w zespole towarzyszyli mu: Piotr „Rubens” Rubik, Kasia Piszek, Thommas Fietz i Jakub Wojtas.
W związku z pandemią COVID-19 odstąpiono od organizacji koncertów w kilku miastach, został zorganizowany jeden koncert w Żywcu. Z tego samego powodu odstąpiono również od organizacji „Sceny Ż”.

## Męskie Granie 2021
W 2021 wykonawcami hymnu pt. „I Ciebie też, bardzo” są Daria Zawiałow, Dawid Podsiadło oraz Vito Bambino, którzy są równocześnie autorami słów utworu. W wykonaniu singla pomagali również: Marcin Macuk, Łukasz Moskal, Olek Świerkot, Agim Dżeljilji, a muzykę przygotowali Bartosz Dziedzic i Aleksander Krzyżanowski.
Oprócz artystów z głównego line-upu oraz ich gości na trasie po raz pierwszy pojawiła się dodatkowa „Scena 357”, gdzie prezentowali się  młodzi i utalentowani wykonawcy. Na mobilnej scenie wystąpili artyści, wytypowani przez redakcję muzyczną Radia 357..

## Męskie Granie 2022
W 2022 wykonawcami hymnu pt. „Jest tylko teraz” są Bedoes, Krzysztof Zalewski oraz Kwiat Jabłoni, którzy są równocześnie autorami słów utworu.
W 2022 roku trasa Męskiego Grania odwiedzi 8 miast, a w każdym z nich odbędą się dwa koncerty, w piątek i w sobotę. W piątki finał będzie stanowić specjalny koncert Dawida Podsiadło, natomiast w soboty finałem będzie tradycyjny występ Orkiestry Męskiego Grania.
Oprócz artystów z głównego line-upu, ich gości oraz koncertów specjalnych, na trasie po raz piąty pojawi się dodatkowa „Scena Ż”, gdzie prezentują się młodzi i utalentowani wykonawcy. "Scena Ż" powraca do cyklu Męskiego Grania po dwuletniej przerwie związanej z pandemią Covid19. 
Ponadto poza artystami z głównego line-upu oraz ich gości, a także "Sceny Ż", na trasie po raz drugi pojawiła się dodatkowa „Scena 357”, gdzie prezentowali się  młodzi i utalentowani wykonawcy. Na mobilnej scenie wystąpili artyści, wytypowani przez redakcję muzyczną Radia 357..

## Męskie Granie 2023
6 kwietnia 2023 organizatorzy ogłosili, że w tym roku Męskie Granie obejmie 7 miast, w których odbędą się po dwa koncerty (piątkowy i sobotni). 17 maja 2023 odbyła się premiera singla promującego edycję, „Supermoce”, którą nagrali w ramach Męskie Granie Orkiestry 2023 Igo, Mrozu i Vito Bambino.

## Męskie Granie 2024
31 stycznia 2024 organizatorzy podali informacje na temat jubileuszowej, 15. edycji Męskiego Grania. Zostały ogłoszone po dwa koncerty w siedmiu miastach. Na piątki zostały zapowiedziane występy wybranych składów orkiestr z poprzednich lat, dodatkowo w Warszawie odbędzie się koncert Orkiestry Orkiestr, która zaprezentuje wszystkie wcześniejsze hymny festiwalu. 11 czerwca 2024 odbyła się premiera singla promującego edycję, „Wolne duchy”, nagranego przez Męskie Granie Orkiestrę 2024 w składzie: Daria Zawiałow, Mrozu i duet Kacperczyk.

## Nowe Męskie Granie
W ramach Męskiego Grania, od 2011 roku, realizowany jest projekt Nowe Męskie Granie. Jego ideą jest promowanie utalentowanych muzyków nieznanych szerokiej publiczności, którzy wybierani są przez słuchaczy w głosowaniu internetowym. Na swoich faworytów można głosować na około kilka miesięcy przed rozpoczęciem trasy koncertowej za pomocą dedykowanej aplikacji dostępnej na profilach marki Żywiec oraz Męskiego Grania na portalu Facebook. Wykonawca lub zespół, który w danym tygodniu zdobędzie największą liczbę głosów, wystąpi na koncercie w mieście przypisanym do poszczególnego etapu zabawy. W 2011 roku wygrali: L.U.C. (Żywiec), Cool Kids Of Death (Warszawa), Kombajn Do Zbierania Kur Po Wioskach (Kraków), Muchy (Lublin), Muzyka Końca Lata (Gdańsk), Bajzel (Wrocław) i Snowmen (Poznań). W roku 2012 zwyciężyły zespoły: Crab Invasion (Warszawa), Afro Kolektyw (Kraków), Hanimal (Gdańsk), Sorry Boys (Poznań), Drekoty (Wrocław) oraz Jazzpospolita (Żywiec).

## Nagrody i nominacje
| Plebiscyt                        | Rok  | Kategoria / nagroda               | Nominowana twórczość         | Nominowane osoby                                               | Rezultat  | Źr.    |
| -------------------------------- | ---- | --------------------------------- | ---------------------------- | -------------------------------------------------------------- | --------- | ------ |
| Bestsellery Empiku               | 2021 | Muzyka: streaming                 | „Świt”                       | Daria Zawiałow, Król i Igo                                     | Nominacja | [ 29 ] |
| Bestsellery Empiku               | 2022 | Muzyka: pop & rock                | Męskie Granie 2021           | Daria Zawiałow, Dawid Podsiadło i Vito Bambino                 | Nominacja | [ 30 ] |
| Bestsellery Empiku               | 2022 | Muzyka: streaming                 | „I Ciebie też, bardzo”       | Daria Zawiałow, Dawid Podsiadło i Vito Bambino                 | Wygrana   | [ 30 ] |
| Bestsellery Empiku               | 2023 | Muzyka: pop i rock                | Męskie Granie 2022           | Bedoes, Krzysztof Zalewski i Kwiat Jabłoni                     | Nominacja | [ 31 ] |
| Bestsellery Empiku               | 2024 | Muzyka: rock                      | Męskie Granie 2023           | Igo, Mrozu i Vito Bambino                                      | Nominacja | [ 32 ] |
| Bestsellery Empiku               | 2024 | Artystka/artysta muzyczny         | Męskie Granie Orkiestra 2023 | Igo, Mrozu i Vito Bambino                                      | Nominacja | [ 32 ] |
| Fryderyki                        | 2011 | Album roku muzyka alternatywna    | Męskie Granie                | różni                                                          | Wygrana   | [ 33 ] |
| Fryderyki                        | 2019 | Utwór roku                        | „Początek”                   | Kortez, Dawid Podsiadło i Krzysztof Zalewski                   | Wygrana   | [ 34 ] |
| Fryderyki                        | 2019 | Teledysk roku                     | „Początek”                   | Tadeusz Śliwa                                                  | Nominacja | [ 34 ] |
| Fryderyki                        | 2020 | Najlepsze nowe wykonanie          | „Zazdrość”                   | Krzysztof Zalewski i Igo                                       | Nominacja | [ 35 ] |
| Fryderyki                        | 2021 | Najlepsze nowe wykonanie          | „Płoną góry, płoną lasy”     | Daria Zawiałow, Król i Igo                                     | Nominacja | [ 36 ] |
| Fryderyki                        | 2022 | Zespół / projekt artystyczny roku | Męskie Granie Orkiestra 2020 | Daria Zawiałow, Król i Igo                                     | Nominacja | [ 37 ] |
| Fryderyki                        | 2022 | Album roku pop                    | Męskie Granie 2020           | Daria Zawiałow, Król i Igo                                     | Nominacja | [ 37 ] |
| Fryderyki                        | 2022 | Utwór roku                        | „I Ciebie też, bardzo”       | Daria Zawiałow, Dawid Podsiadło i Vito Bambino                 | Wygrana   | [ 37 ] |
| Fryderyki                        | 2022 | Teledysk roku                     | „I Ciebie też, bardzo”       | MYK Collective                                                 | Nominacja | [ 37 ] |
| Fryderyki                        | 2023 | Zespół / projekt artystyczny roku | Męskie Granie Orkiestra 2021 | Daria Zawiałow, Dawid Podsiadło i Vito Bambino                 | Nominacja | [ 38 ] |
| Fryderyki                        | 2024 | Zespół / projekt artystyczny roku | Męskie Granie Orkiestra 2023 | Igo, Mrozu i Vito Bambino                                      | Nominacja | [ 39 ] |
| Fryderyki                        | 2024 | Utwór roku                        | „Supermoce”                  | Igo, Mrozu i Vito Bambino                                      | Nominacja | [ 39 ] |
| Fryderyki                        | 2024 | Teledysk roku                     | „Supermoce”                  | Krzysztof Grajper                                              | Nominacja | [ 39 ] |
| Fryderyki                        | 2025 | Singiel roku pop                  | „Wolne duchy”                | Daria Zawiałow, Mrozu i Kacperczyk                             | Nominacja | [ 40 ] |
| Fryderyki (nagrody publiczności) | 2019 | Przebój roku                      | „Początek”                   | Dawid Podsiadło, Kortez i Krzysztof Zalewski                   | Nominacja | [ 41 ] |
| Fryderyki (nagrody publiczności) | 2019 | Wydarzenie roku                   | Męskie Granie 2018           | —                                                              | Nominacja | [ 41 ] |
| Fryderyki (nagrody publiczności) | 2020 | Nagroda publiczności              | „Sobie i Wam”                | Nosowska, Igo, Tomasz Organek i Krzysztof Zalewski             | Nominacja | [ 42 ] |
| Fryderyki (nagrody publiczności) | 2024 | Fryderykowy przebój 30-lecia      | „Początek”                   | Kortez, Dawid Podsiadło i Krzysztof Zalewski                   | Nominacja | [ 43 ] |
| Fryderyki (nagrody publiczności) | 2024 | Fryderykowy przebój 30-lecia      | „I Ciebie też, bardzo”       | Daria Zawiałow, Dawid Podsiadło i Vito Bambino                 | Nominacja | [ 43 ] |
| PL Music Video Awards            | 2021 | Pop                               | „I Ciebie też, bardzo”       | Daria Zawiałow, Dawid Podsiadło, Vito Bambino i MYK Collective | Nominacja | [ 44 ] |
| PL Music Video Awards            | 2023 | Pop                               | „Supermoce”                  | Igo, Mrozu, Vito Bambino i Krzysztof Grajper                   | Nominacja | [ 45 ] |